# 詩篇

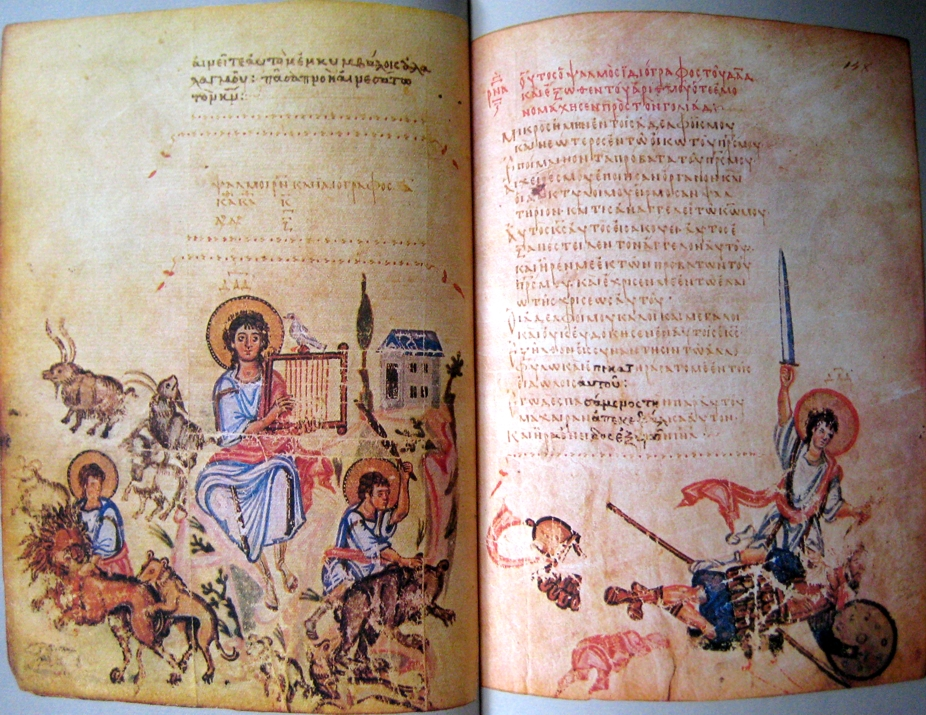
詩篇第9篇

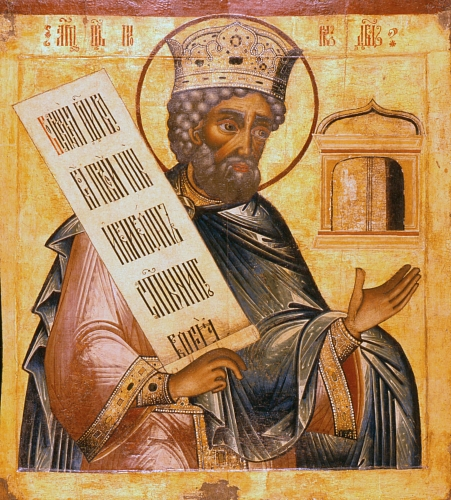
聖王ダヴィド（ダビデ）のイコン（18世紀・キジ島・ロシア正教会）。聖詠の半数近くが彼の作に帰せられている。

『詩篇』または『詩編』（しへん、ヘブライ語: תְּהִלִּים, ラテン文字転写: Təhillīm, ギリシア語: Βίβλος Ψαλμός, 英語: Psalms）は、旧約聖書に収められた150篇の神（ヤハウェ）への賛美の詩。
英語では p を発音せずに「サーム」と発音する。תְּהִלִּים（Təhillīm）及び Ψαλμός（psalmos）は讃歌という意味である。
文語訳聖書では「詩篇」と表記し、口語訳聖書、新改訳聖書もそれを引き継いでいるが、新共同訳聖書、聖書協会共同訳聖書では「詩編」と表記している。日本ハリストス正教会では聖詠と呼ぶ。

## 概要
ヘルマン・グンケルは、詩篇が用いられた祭儀の場面の性格、生の座と結びついた思想と雰囲気、共通の様式言語という3つの観点から考察すべきだとし、主類型として「賛歌」「民の嘆きの歌」「個人の嘆きの歌」「個人の感謝の歌」に分類した。ユダヤ教では「テヒリーム」（賛美）と呼ぶ。ラテン語で詩篇を意味する『Psalmi』は七十人訳聖書における詩篇のギリシャ語タイトル『プサルモイ』（心を動かすもの、複数形）に由来する。日本語聖書の「詩編」は漢訳聖書に由来し、プサルモイから来ている。動詞形であるプサルローは弦楽器を指で弾くことや弦楽器に合わせて歌うことを意味している。歴代誌上16章5-7節では楽器を用いて主を賛美し、アサフに感謝をささげさせていることが書かれている。
ユダヤ教聖書の配列では「諸書」（ケスビーム）の1つで、諸書の劈頭に置かれている。これは詩篇が諸書の中でも最重要視されたものであることと、そのような重要な書物が諸書の中に入っていることは比較的後代に編集された書物であることを暗示する。
本来歌唱を伴い、いくつかのものには調べの指定が注釈として残されている。ヘブライ語テキストに本来つけられた曲は失われているが、「セラ」「ミクタム」などの曲の用語が残されている。またテキストから、弦楽器・管楽器（ラッパなど）・打楽器（シンバルなど）を用いたことが知られる。現在、ユダヤ人の伝統的楽器を用いて曲を復元する試みがなされている。
また、キリスト教の伝統的教派では、多く詩篇は歌唱されるものであり、様々な音楽家によって作曲され、多彩な音楽的表現を生む土壌ともなってきた。
なお、古代からの伝承では、その多くがダビデの作であるとされているが（73の詩篇の表題にダビデの名が現れる）、近代聖書学の高等批評的には否定されている。「ダビデの詩」などの表題はダビデによって書かれたと考えずダビデに献呈された詩と考える研究者が多い。法的作品はモーセ、知恵的作品はソロモン、音楽と歌はダビデに帰することによる権威付けの意義も考えられる。重要なのは誰が作ったかということではなく共同体に受け入れられるものであるかということであった。
市販の聖書の中には、新約聖書全巻に加えて旧約聖書の中から詩篇のみを抜粋して併せて収録し、『新約聖書 詩編付き』などのタイトルで発行されているものもある。

## 分類
マソラ本文において、詩篇は以下のように全五巻に分けられる。
1. 第1篇から第41篇
2. 第42篇から第72篇
3. 第73篇から第89篇
4. 第90篇から第106篇
5. 第107篇から第150篇

それぞれの巻の終わりはかならず二回の「アーメン」という言葉で結ばれている。これは内容に基づくというより形式的な区分であり、モーセ五書の五部構成と対応させたユダヤ教の学者たちによるものとされている。
第72篇の末尾に「エッサイの子ダビデの祈りの終り。」とあり、ここまでがダビデによる祈りとされている。「ダビデの詩」「コラの子の詩」「アサフの詩」も同様にまとまりがある。ザイボルドは元来それぞれの詩は独立したものであり、ダビデの詩編で言えば敵対者に苦しむ3-5編、王に言及する18-21編、作者が自分の無実を主張する26-28編、病からの回復を感謝する30-32編など主題の共通性からまとまりが形成され、ダビデの詩といった詩集が編纂され、最終形態に至ったと考えられる。
なお、各篇の区切り方は、マソラ本文と七十人訳で異なっている。
七十人訳およびこれを継承する正教会の聖書には、これらの150篇の後に、ダビデの作とされる一篇（第151篇）が収録されている。

## 礼拝における使用
詩篇はそれぞれが独立した祈祷文として用いられる。
ユダヤ教やキリスト教において詩篇が「朗読」「朗誦」されるとは、定式化された式文による祈祷、それも多くは歌唱を伴うもの（賛美歌、聖歌）が行われていることに他ならない。
ユダヤ教徒は毎日、節に分けて（一週間で一巡りするように）朗読する。またシナゴーグにおける礼拝では、定められた詩篇が朗読される。
この習慣はキリスト教の諸教派にも継承されていて、カトリック教会、プロテスタントの伝統的な教会などでは、「教会の祈り」、改訂共通聖書日課またはそれに相当するものに沿って『詩篇』の読む所を選び、礼拝の中で交読される場合が多い   。

### 正教会
また正教会については、以下に『詩篇（聖詠）』の使用の例をいくつか示す。
1. 時課ごとに定められた箇所を祈る。用いる箇所は通年で固定されている。
2. 祭日の各時課ごとに定められた箇所を祈る。
3. カフィズマ（坐誦経、カシスマとも）
  - 『詩篇（聖詠）』を20に分割し、曜日ごとに定められた箇所を朗読する。一サイクルは、土曜（スボタ）の晩祷から始まり、翌週の土曜の早課で終わる。カフィズマはスラヴ語で「座って聴くもの」の意。第1コンスタンティノポリス公会議以降、公祈祷における祈祷の姿勢は立礼と定められているが、カフィズマにおいては座っていることが許される。
4. 通夜の席における朗読。納棺の後、近親者・知人などが集まり、夜を徹して交互に聖詠を一篇一篇詠むことが行われる。
5. 食事の席における朗読。修道院などでは、食事の際、詩篇の朗読が行われる。

## 正教会の聖詠
詩篇は正教会（日本正教会）では聖詠（せいえい、希: Ψαλμός、露: Псало́м）と呼ばれていて聖詠を収めた祈祷書を聖詠經（聖詠経、せいえいけい、希: ψαλτήριον 、露: Псалти́рь, Псалты́рь）と呼ぶ。

### 聖詠経のカフィズマの構成
正典としては150の聖詠から構成される。他に外典としてのイウデヤ王マナシヤの祝文（マナセの祈り）も含めて151と数える事もある。マナシヤの祝文を除いた150の聖詠を20のカフィズマ（希: κάθισμα 、露: Кафи́зма, Кафи́сма 、英: Kathisma、「座」の意。カテドラルと同根語）と呼ばれる区分に分割しており、昼夜奉事の中で特定のカフィズマが指定されている場合はこの一区分を詠む。
- 第一「カフィズマ」：第一聖詠～第八聖詠
- 第二「カフィズマ」：第九聖詠～第十六聖詠
- 第三「カフィズマ」：第十七聖詠～第二十三聖詠
- 第四「カフィズマ」：第二十四聖詠～第三十一聖詠
- 第五「カフィズマ」：第三十二聖詠～第三十六聖詠
- 第六「カフィズマ」：第三十七聖詠～第四十五聖詠
- 第七「カフィズマ」：第四十六聖詠～第五十四聖詠
- 第八「カフィズマ」：第五十五聖詠～第六十三聖詠
- 第九「カフィズマ」：第六十四聖詠～第六十九聖詠
- 第十「カフィズマ」：第七十聖詠～第七十六聖詠
- 第十一「カフィズマ」：第七十七聖詠～第八十四聖詠
- 第十二「カフィズマ」：第八十五聖詠～第九十聖詠
- 第十三「カフィズマ」：第九十一聖詠～第百聖詠
- 第十四「カフィズマ」：第百一聖詠～第百四聖詠
- 第十五「カフィズマ」：第百五聖詠～第百八聖詠
- 第十六「カフィズマ」：第百九聖詠～第百十七聖詠
- 第十七「カフィズマ」：第百十八聖詠（ネポロチニ）
- 第十八「カフィズマ」：第百十九聖詠～第百三十三聖詠
- 第十九「カフィズマ」：第百三十四聖詠～第百四十二聖詠
- 第二十「カフィズマ」：第百四十三聖詠～第百五十聖詠

### 聖詠の「詩篇」との対比
日本聖書協会訳の詩篇がヘブライ語聖書を底本にしているのに対し、正教会の聖詠は七十人訳聖書を底本にしているため、訳文の違いのみならず、区切り方・数え方といった構成も多少異なる。
- 例1：第10聖詠＝詩篇第11篇
- 例2：第113聖詠＝詩篇第114篇、115篇

| 聖詠                 | 詩篇 （日本聖書協会訳） |
| -------------------- | ----------------------- |
| 第1〜第8は同じ       |                         |
| 第9聖詠              | 第9篇、第10篇           |
| 第10聖詠             | 第11篇                  |
| 以下1編ずつのずれ    |                         |
| 第112聖詠            | 第113篇                 |
| 第113聖詠            | 第114篇、第115篇        |
| 第114聖詠、第115聖詠 | 第116篇                 |
| 第116聖詠            | 第117篇                 |
| 以下1編ずつのずれ    |                         |
| 第145聖詠            | 第146篇                 |
| 第146聖詠、第147聖詠 | 第147篇                 |
| 第148〜第150は同じ   |                         |

## イスラームにおける詩篇
ザブール（アラビア語: ٱلزَّبُورِ、az-zabūr）は、イスラームによると、ダウード（ダビデ）の聖典であり、タウラート（トーラー＝律法）やインジール（福音）と並んで、クルアーン以前にアッラーによって啓示された諸啓典のうちの一つである。ムスリムの伝承によれば、クルアーンで言及されるザブールはダビデ（アラビア語ではダウード）の詩篇である。

## 関連文献
- 『聖詠經』日本正教会、昭和63年再刊。初刊明治34年
- 『山手・上毛教会報』山手ハリストス正教会、2008年11月号
- THE ORTHODOX STUDY BIBLE, HARDCOVER, Thomas Nelson; ISBN 978-0-718-00359-3